# Erik Maris
Erik Maris, né le 16 février 1964 à Angers, est un homme d'affaires, pilote automobile et navigateur français.

## Biographie

### Enfance, études et formation
Erik Maris naît à Angers le 16 février 1964. Il est diplômé de HEC,.

### Carrière dans le conseil financier
Au sortir de ses études en 1988, Erik Maris entre chez Morgan Stanley. Il y reste trois ans avant d'être recruté par Lazard en 1991. Il se spécialise alors dans les télécoms et les médias dans les années 1990 et plus encore au moment de la bulle internet de l'an 2000.
Il devient co-directeur, avec Matthieu Pigasse des activités de conseil de Lazard à Paris à l'automne 2009. Mais il quitte le groupe quelques mois plus tard.
Il rejoint alors Jean-Marie Messier pour fonder avec lui Messier Maris & Associés, qu'il quitte dix ans plus tard en septembre 2020, après plusieurs différends qui l'opposent à son associé,,.

Il est embauché en octobre 2020 par le fonds d'investissement Advent.

### Carrière de pilote de course
Erik Maris s'est lancé dans le sport automobile sur le tard. À l'âge de 49 ans, il pilote pour sa première course internationale de voitures de sport lors des 6 Heures du circuit des Amériques 2013.
En 2014, il fait ses débuts aux 24 heures du Mans, auxquelles il a participé à six reprises en tant que pilote payant. Il est classé lors de cinq participations sur six, avec son meilleur résultat en 2017 où il a terminé quinzième au classement général et treizième dans la catégorie LM P2. Il abandonne en 2020 après une panne électrique.

### Carrière de navigateur
Originaire de Granville, Erik Maris est initié à la voile par son père dès son plus jeune âge à la fin des années 60. Il pratique la compétition pendant toute sa jeunesse, participant notamment au Tour de France à la voile ou à l'Admiral's Cup.
Après un long arrêt, il reprend la compétition sur un Swan 45. Se succèdent alors plusieurs bateaux et différentes compétitions puis il s'interrompt à nouveau pour se consacrer davantage à la course automobile.
Depuis 2017, il est à la barre du GC32 Zoulou et participe notamment avec son équipage au GC32 Racing Tour,.